# Buffalo (Kansas)
Buffalo és una població dels Estats Units a l'estat de Kansas. Segons el cens del 2000 tenia 284 habitants.

## Demografia
Segons el cens del 2000, Buffalo tenia 284 habitants, 107 habitatges, i 78 famílies. La densitat de població era de 313,3 habitants per km².
Dels 107 habitatges en un 35,5% hi vivien nens de menys de 18 anys, en un 59,8% hi vivien parelles casades, en un 8,4% dones solteres, i en un 27,1% no eren unitats familiars. En el 25,2% dels habitatges hi vivien persones soles el 14% de les quals corresponia a persones de 65 anys o més que vivien soles. El nombre mitjà de persones vivint en cada habitatge era de 2,65 i el nombre mitjà de persones que vivien en cada família era de 3,09.
Per edats la població es repartia de la següent manera: un 31,3% tenia menys de 18 anys, un 6,3% entre 18 i 24, un 26,8% entre 25 i 44, un 22,5% de 45 a 60 i un 13% 65 anys o més.
L'edat mediana era de 34 anys. Per cada 100 dones de 18 o més anys hi havia 85,7 homes.
La renda mediana per habitatge era de 34.688 $ i la renda mediana per família de 38.750 $. Els homes tenien una renda mediana de 26.750 $ mentre que les dones 15.938 $. La renda per capita de la població era de 13.529 $. Entorn del 6,7% de les famílies i el 7% de la població estaven per davall del llindar de pobresa.

## Poblacions més properes
El següent diagrama mostra les poblacions més properes.